# Circumnavigazione

La rotta tracciata da Magellano, il primo a circumnavigare il globo

La circumnavigazione di un luogo geografico, come un'isola o un continente o l'intera Terra, è un viaggio compiuto tutto intorno a esso con mezzi navali. Più recentemente il termine è stato applicato anche ai giri del mondo effettuati con mezzi aerei.

## Definizione
Una persona che cammina completamente attorno a uno dei due poli geografici attraverserà tutti i meridiani, ma questa non è generalmente considerata una "circumnavigazione della Terra". Una definizione che si potrebbe dare di una vera circumnavigazione globale è che il percorso formi un anello continuo sulla superficie della Terra che separa due regioni di area comparabile. Un'altra definizione potrebbe essere un percorso che copre approssimativamente un cerchio massimo, e in particolare uno che passa attraverso almeno una coppia di punti antipodali tra loro. In pratica, le persone utilizzano diverse definizioni di circumnavigazione del mondo per soddisfare i vincoli pratici, a seconda del metodo di viaggio ad esempio un viaggio da un polo all'altro e di nuovo dall'altra parte sarebbe tecnicamente una circumnavigazione globale ma ci sono importanti difficoltà pratiche dovute al ghiaccio in un viaggio del genere, sebbene sia stato intrapreso con successo all'inizio degli anni '80 da Ranulph Fiennes.

## Storia
Già nell'antichità vi erano stati dei tentativi di circumnavigazione ad esempio il Periplo di Annone il Navigatore e il Periplo di Pitea. La circumnavigazione è una tecnica che veniva usata nel rinascimento per rifornirsi direttamente dalla fonte delle merci più pregiate e richieste in quell'epoca come oro e spezie. Questa tecnica serviva per far calare il prezzo delle merci che con i numerosi passaggi a catena che si dovevano svolgere tra navi arabe e navi europee era diventato molto alto, ma anche per il desiderio cristiano di far diffondere il vangelo tra genti che non conoscevano ancora la parola di Dio. Per mettere in azione questa tecnica però c'era bisogno di attraversare l'oceano, essendo l'attraversamento del Mediterraneo controllato dai turchi. Per la traversata dell'oceano si costruirono quindi le caravelle, ma per navigare servivano anche alcuni strumenti di bordo come la bussola, che indicava il nord, l'astrolabio, che permetteva di stabilire la latitudine, e le carte nautiche via via più esatte.
Il primo tentativo nacque da un'idea dei fratelli genovesi Ugolino e Vadino Vivaldi che nel 1291, armate due galee con l'aiuto economico di Tedisio Doria, decisero di circumnavigare l'Africa per poter raggiungere le Indie. Bordeggiando il più possibile lungo le coste, oltrepassarono lo stretto di Gibilterra, fecero tappa alle Isole Canarie e proseguirono fino al sud del Marocco. Da quel punto in poi di loro si persero le tracce; altri navigatori genovesi vennero inviati a cercarli e tutto quello che si seppe fu che una delle due galee si dovette fermare nei pressi del fiume Senegal e che l'equipaggio i viveri e parte delle merci venne trasferita sull'altra galea, che proseguì ancora il tragitto.
Fu il Portogallo, quasi 200 anni dopo, ad organizzare le prime spedizioni marittime nell'Atlantico, lungo le coste occidentali dell'Africa. Le spedizioni portoghesi si spinsero sempre più a sud lungo le coste africane dell'Atlantico, raggiungendo a tappe successive il capo Bojador (1434), il capo Blanco e il golfo di Guinea, esplorato nel 1465 dal genovese Antoniotto Usodimare. Il punto più meridionale del continente africano fu raggiunto nel 1487 dal portoghese Bartolomeo Diaz, che gli diede il nome di capo delle Tempeste. Nel 1497 un altro portoghese, Vasco da Gama, partì con quattro piccole navi per raggiungere l'India. Egli ormai conosceva il ritmo dei venti e, doppiato il capo delle Tempeste che ribattezzò capo di Buona Speranza, risalì la costa orientale dell'Africa fino a Mombasa. Di lì, attraverso l'Oceano Indiano, raggiunse in ventitré giorni di navigazione il porto di Calicut, in India (1498). La via marittima delle Indie, ossia delle regioni sud-orientali dell'Asia, era ormai aperta.
La prima circumnavigazione completa della Terra si deve alla spedizione di Ferdinando Magellano (1519-1522) completata un anno dopo la sua morte da Juan Sebastián Elcano. Tra il 1577 e il 1580 Francis Drake fu il primo inglese a circumnavigare il globo. Il fiorentino Francesco Carletti fu invece il primo viaggiatore privato, ossia non patrocinato da alcuno Stato, a compiere l'impresa, tra il 1594 e il 1602. Importante anche l'analoga spedizione (1766-1769) di Louis Antoine de Bougainville, la prima da parte di un francese. Francese era anche la prima donna che vi riuscì, verso la fine del XVIII secolo: Jeanne Baret. Nel XVIII secolo, si svolse il primo Viaggio di James Cook. Sempre nel XVIII secolo Robert Gray fu il primo americano a navigare attorno al mondo. Nel XIX secolo, tra il 1803 e il 1806, ebbe luogo la prima circumnavigazione russa del globo con Adam Johann von Krusenstern e Jurij Fëdorovič Lisjanskij. La prima nave austriaca a compiere il viaggio, verso la metà del XIX secolo, fu invece la SMS Novara. Da Ricordare, inoltre, la Circumnavigazione del globo compiuta dal HMS Beagle con il giovane Charles Darwin che poté redigere un importante diario di viaggio: "Viaggio di un Naturalista intorno al mondo" oltre a raccogliere le prove dell'evoluzione delle specie. In tempi recenti sono da ricordare le due Circumnavigazioni del globo compiute dalla nave Amerigo Vespucci (veliero) negli anni 2002-2003 e 2023-2025

## Circumnavigazione in solitaria
Sono di seguito riportati i più giovani a tentare un giro del mondo in barca in solitaria.
| Nome             | Porto di partenza - arrivo | Giorno di partenza | Giorno di arrivo  | Durata (giorni) | Età al completamento | Tipologia del viaggio                                                                                                   | Note                                                                              |
| ---------------- | -------------------------- | ------------------ | ----------------- | --------------- | -------------------- | --- | --------------------------------------------------------------------------------- |
| Robin Lee Graham | Los Angeles, USA           | 14 settembre 1965  | 30 aprile 1970    | 1689            | 21 anni e 56 giorni  | Solitario, con fermate.                                                                                                 | L'impresa ha ispirato il film Il ragazzo del mare.                                |
| Tania Aebi       | New York, USA              | 28 maggio 1985     | 11 giugno 1987    | 892             | 21 anni e 30 giorni  | Solitario, con fermate. Passeggero a bordo per 80 miglia nautiche.                                                      |                                                                                   |
| Brian Caldwell   | Honolulu, Hawaii           | 1º giugno 1995     | 20 settembre 1996 | 477             | 20 anni e 278 giorni | Solitario, con fermate. Verso ovest via Canale di Panama.                                                               |                                                                                   |
| David Dicks      | Fremantle, Australia       | 26 febbraio 1996   | 17 novembre 1996  | 265             | 18 anni e 42 giorni  | Solitario, senza scali, con assistenza.                                                                                 |                                                                                   |
| Jesse Martin     | Port Phillip, Australia    | 8 dicembre 1998    | 31 ottobre 1999   | 327             | 18 anni e 66 giorni  | Solitario, senza scali, senza assistenza.                                                                               | Ufficialmente il più giovane a completare la traversata senza scalo né assistenza |
| Zac Sunderland   | Marina del Rey, California | 14 giugno 2008     | 16 luglio 2009    | 396             | 17 anni e 229 giorni | Solitario, con fermate e assistenza. Direzione Ovest, via Papua Nuova Guinea, Capo di Buona Speranza, Canale di Panama. | Primo minorenne a concludere con successo l'impresa.                              |
| Michael Perham   | Portsmouth, Regno Unito    | 16 novembre 2008   | 27 agosto 2009    | 284             | 17 anni e 164 giorni | Solitario, con fermate e assistenza. Direzione Est, via Canale di Panama.                                               |                                                                                   |
| Laura Dekker     | Gibilterra, Regno Unito    | 21 agosto 2010     | 21 gennaio 2012   | 519             | 16 anni e 123 giorni | Solitario, con fermate e assistenza. Verso ovest.                                                                       | Più giovane in assoluto a completare l'impresa.                                   |

Inoltre Abby Sunderland nel 2010 puntava a divenire la più giovane a compiere l'impresa, ma naufragò.